# Nazionale maschile under 15 di baseball della Moldavia
La nazionale maschile under 15 di baseball moldava rappresenta la Moldavia nelle competizioni internazionali di età non superiore ai quindici anni.

## Piazzamenti

### Europei
- 1993 :  2°
- 1994 :  2°